# Vollspänner

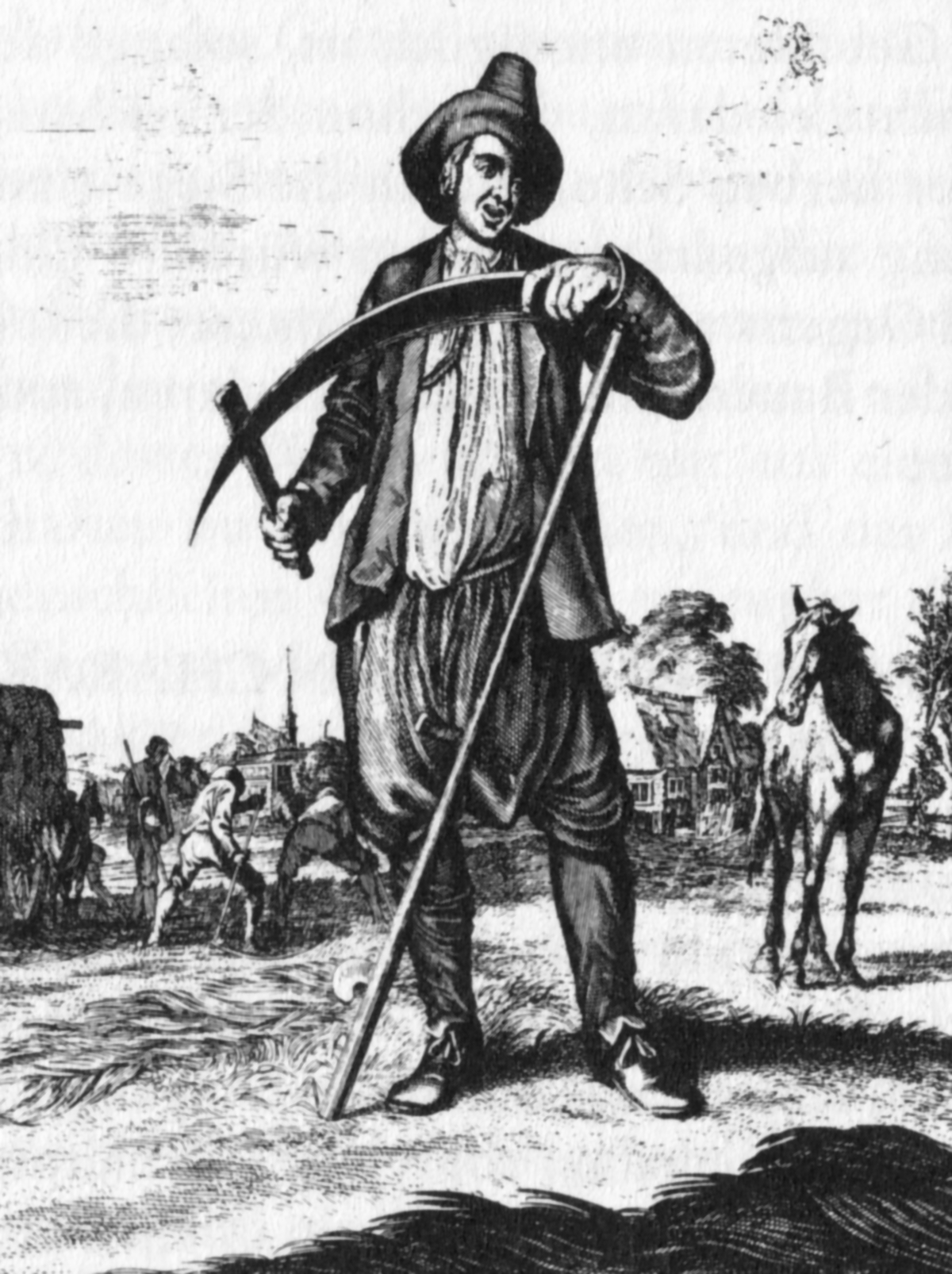
Ein Bauer beim Schärfen einer Sense. Detail aus einer Monatsblattfolge von Caspar Luyken um 1700

Als Vollspänner oder Vollmeier bezeichnete man in der Agrargeschichte verschiedener Regionen einen leibeigenen Bauern, der in der dörflichen Hierarchie an erster Stelle stand und zu den größten Bauern im Dorf gehörte. Die historischen Namen für Angehörige des Bauernstands waren regional unterschiedlich. Sie lauteten zum Beispiel im niedersächsischen Sprachraum Hovener oder Hofener, im mitteldeutschen Gebiet Hufner oder Hüfner und im Oberdeutschen Huber. In anderen Gegenden existierten auch völlig abweichende Bezeichnungen, wie Ackermann oder im Obersächsischen auch Besessener Mann.
Der Vollspänner hatte seinem Grundherrn neben anderen Diensten und Zahlungen ein volles, aus vier Pferden bestehendes Gespann, zum Pflügen oder für Fuhrdienste zu stellen. Der Dienst wurde pro Tag gerechnet und dauerte im Sommer von 6 Uhr bis 18 Uhr bei 2 Stunden Mittagspause und im Winter von 8 Uhr bis 14 Uhr ohne Pause. Diese Dienste wurden als schwere Belastung angesehen und höchst ungern geleistet.
Zu einem Vollspännerhof gehörten neben Wiesen, Weiden und Wald rund 24 bis 48 Hektar Ackerland. Außer den Diensten hatten die Bauern noch Geld- und Naturalleistungen zu erbringen. Dazu gehörte der Weinkauf, der bei der Übernahme des Hofs zu zahlen war, eine jährliche Steuer und Naturalien in Form von Korn, Kühen, Schweinen, Lämmern, Hühnern und Eiern. Das für den Grundherrn ausgesuchte Vieh wurde Malvieh genannt, weil es mit einem Zeichen, also einem Mal, am Körper versehen wurde und in bestimmter Zeit abgeliefert werden musste. Da es in der Regel das beste Vieh war, wurde es manchmal versteckt. Für ein solches Vergehen hatte der Bauer mit einer Bestrafung zu rechnen.
Ein Bauer konnte abgemeiert werden, wenn er den Hof heruntergewirtschaftet hatte; manchmal geschah dies auf eigenen Wunsch. Der Hof wurde in diesem Fall anderen Bauern zum Bewirtschaften überlassen. Der abgemeierte Bauer behielt einige Scheffelsaat Land und musste sich häufig als Tagelöhner durchschlagen. Konnte er die Schulden abtragen, wurde ihm der Hof danach wieder übergeben, damit er im Familienbesitz blieb.
In der Grafschaft Wernigerode waren die Verhältnisse ein wenig differenzierter.
Beispielsweise im Dorf Wasserleben, hier leisteten die Vollspänner oder Ackermänner, wie sie auch genannt wurden, vor 1825 pro Jahr durchschnittlich folgende zweispännige Dienste: ihrem Landesherren vier Baufuhrtage, ihrem Zehntherren einen halben Zehntfuhrtag, ihrem Grundherren zehn Pflugtage und ihrem Gerichtsherren fünf Diensttage, obwohl letzterem etwa 49 bis 57 Diensttage zustanden. 
Nach einer Umstrukturierung wurden 1825 alle Spanndienste  zu durchschnittlich fast 28 Pflugtagen zusammengefasst, nur die Zehntfuhren blieben vorerst unverändert bestehen.
Aus leibherrlicher Abhängigkeit waren keine Spanndienste zu erbringen.
Um 1800 bewirtschaftete ein Vollspänner in Wasserleben durchschnittlich etwa 24 ha Acker.